# O-ニトロアニソール
oニトロアニソール（英語: o-nitroanisole）は、化学式が CH3OC6H4NO2 で表される有機化合物である。ニトロアニソールには3つの異性体が存在するが、最も重要なのはこのo-異性体である。無色の液体。

## 合成
2-ニトロクロロベンゼンをナトリウムメトキシドで処理することで合成する。
NaOCH3  +  ClC6H4NO2  →   CH3OC6H4NO2  +  NaCl